# Romantična cesta
Romantična cesta (njem. Romantische Straße) najstarija je, najpoznatija i najposjećenija turistička cesta u Njemačkoj. Duga je 413 kilometara i spaja Würzburg na sjeveru Bavarske s Füssenom na jugu Bavarske, odnosno rijeku Majnu s Bavarskim Alpama.
Cestu i gradove kojima prolazi godišnje posjeti između 20 i 25 milijuna posjetitelja koji pritom ostvare i do 5 milijuna noćenja, što ju uz 15 000 zaposlenih djelatnika u turizmu i ugostiteljstvu čini najposjećenjijom njemačkom turističkom znamenitosti.
Osnovana je 1950. godine, tijekom gospodarske obnove Njemačke nakon Drugog svjetskog rata, kada je Njemačka bila prepoznata kao zemlja iznimne povijesne, prirodne i kulturne baštine. Značajno su je popularizirali Amerikanci, posebno američki vojnici koji su s obiteljima ovdje dolazili na godišnje odmore.
Slična cesta postoji i u Portugalu pod imenom Rota Romântica (Romantična cesta) otvorena 2009. godine.

## Vanjske poveznice
Ostali projekti
|  | Zajednički poslužitelj ima još gradiva o temi Romantische Straße |

 Vodič: Romantic Road na Wikivoyageu
Mrežna mjesta
- Službene stranice  Arhivirana inačica izvorne stranice od 11. listopada 2017. (Wayback Machine) (njem.)